# Championnat d'Angleterre de football 1898-1899
Navigation
Édition précédente Édition suivante
La 11e édition du championnat d'Angleterre de football est remportée par Aston Villa. 
Le championnat passe cette année de 16 à 18 clubs avec l’arrivée de Burnley et de Newcastle United.
Pour ne pas être confronté à la même situation que celle subie la saison précédente, la fédération met en place un système de promotion/relégation automatique. Les deux équipes terminant aux deux dernières places de la première division descendront obligatoirement en deuxième division, remplacées par les deux équipes ayant terminé aux deux premières places du deuxième niveau.

## Les clubs de l'édition 1897-1898
| Club                                  | Ville               |
| ------------------------------------- | ------------------- |
| Aston Villa Football Club             | Birmingham          |
| Blackburn Rovers Football Club        | Blackburn           |
| Bolton Wanderers Football Club        | Bolton              |
| Burnley Football Club                 | Burnley             |
| Bury Football Club                    | Bury                |
| Derby County Football Club            | Derby               |
| Everton Football Club                 | Liverpool           |
| Liverpool Football Club               | Liverpool           |
| Newcastle United Football Club        | Newcastle upon Tyne |
| Notts County Football Club            | Nottingham          |
| Nottingham Forest Football Club       | Nottingham          |
| Preston North End Football Club       | Preston             |
| Sheffield United Football Club        | Sheffield           |
| Stoke Football Club                   | Stoke-on-Trent      |
| Sunderland Association Football Club  | Sunderland          |
| The Wednesday                         | Sheffield           |
| West Bromwich Albion Football Club    | West Bromwich       |
| Wolverhampton Wanderers Football Club | Wolverhampton       |

## Classement
| Rang | Équipe                  | Pts | J  | G  | N  | P  | Bp | Bc | Diff |
| ---- | ----------------------- | --- | -- | -- | -- | -- | -- | -- | ---- |
| 1    | Aston Villa             | 45  | 34 | 19 | 7  | 8  | 76 | 40 | +36  |
| 2    | Liverpool               | 43  | 34 | 19 | 5  | 10 | 49 | 33 | +16  |
| 3    | Burnley                 | 39  | 34 | 15 | 9  | 10 | 45 | 47 | -2   |
| 4    | Everton                 | 38  | 34 | 15 | 8  | 11 | 48 | 41 | +7   |
| 5    | Notts County            | 37  | 34 | 12 | 13 | 9  | 47 | 51 | -4   |
| 6    | Blackburn Rovers        | 36  | 34 | 14 | 8  | 12 | 60 | 52 | +8   |
| 7    | Sunderland              | 36  | 34 | 15 | 6  | 13 | 41 | 41 | 0    |
| 8    | Wolverhampton Wanderers | 35  | 34 | 14 | 7  | 13 | 54 | 48 | +6   |
| 9    | Derby County            | 35  | 34 | 12 | 11 | 11 | 62 | 57 | +5   |
| 10   | Bury                    | 35  | 34 | 14 | 7  | 13 | 48 | 49 | -1   |
| 11   | Nottingham Forest       | 33  | 34 | 11 | 11 | 12 | 42 | 42 | 0    |
| 12   | Stoke                   | 33  | 34 | 13 | 7  | 14 | 47 | 52 | -5   |
| 13   | Newcastle United        | 30  | 34 | 11 | 8  | 15 | 49 | 48 | +1   |
| 14   | West Bromwich Albion    | 30  | 34 | 12 | 6  | 16 | 42 | 57 | -15  |
| 15   | Preston North End       | 29  | 34 | 10 | 9  | 15 | 44 | 47 | -3   |
| 16   | Sheffield United        | 29  | 34 | 9  | 11 | 14 | 45 | 51 | -6   |
| 17   | Bolton Wanderers        | 25  | 34 | 9  | 7  | 18 | 37 | 51 | -14  |
| 18   | The Wednesday           | 24  | 34 | 8  | 8  | 18 | 32 | 61 | -29  |

|  | Champion d'Angleterre |
|  | Relégation            |

### Meilleur buteur
- Steve Bloomer, Derby County  23 buts

## Bilan de la saison
| Tableau d'Honneur                    |                  |
| Compétition                          | Vainqueur        |
| Championnat d'Angleterre de football | Aston Villa      |
| Coupe d'Angleterre de football       | Sheffield United |

| Promotions et relégations |                                   |
| Promus                    | Manchester City Glossop North End |
| Relégués                  | Bolton Wanderers The Wednesday    |

## Sources
- Classement sur rsssf.com